# Віллас (Флорида)
Віллас (англ. Villas) — переписна місцевість (CDP) в США, в окрузі Лі штату Флорида. Населення — 12 687 осіб (2020).

## Географія
Віллас розташований за координатами 26°33′2″ пн. ш. 81°52′4″ зх. д. / 26.55056° пн. ш. 81.86778° зх. д. (26.550520, -81.867802).  За даними Бюро перепису населення США в 2010 році переписна місцевість мала площу 12,58 км², з яких 12,04 км² — суходіл та 0,54 км² — водойми.

## Демографія
Згідно з переписом 2010 року, у переписній місцевості мешкало 11 569 осіб у 6013 домогосподарствах у складі 2901 родини. Густота населення становила 920 осіб/км².  Було 7922 помешкання (630/км²).
Расовий склад населення:
| - 88,1 % — білих - 4,2 % — чорних або афроамериканців - 1,5 % — азіатів - 0,2 % — корінних американців - 0,1 % — вихідців з тихоокеанських островів - 3,9 % — осіб інших рас |

До двох чи більше рас належало 2,1 %. Частка іспаномовних становила 13,1 % від усіх жителів.
За віковим діапазоном населення розподілялося таким чином: 13,6 % — особи молодші 18 років, 58,0 % — особи у віці 18—64 років, 28,4 % — особи у віці 65 років та старші. Медіана віку мешканця становила 48,8 року. На 100 осіб жіночої статі у переписній місцевості припадало 87,5 чоловіків;  на 100 жінок у віці від 18 років та старших — 85,0 чоловіків також старших 18 років.
Середній дохід на одне домашнє господарство  становив 55 333 долари США (медіана — 45 524), а середній дохід на одну сім'ю — 72 424 долари (медіана — 62 512). Медіана доходів становила 41 304 долари для чоловіків та 39 621 долар для жінок. За межею бідності перебувало 9,8 % осіб, у тому числі 17,2 % дітей у віці до 18 років та 5,8 % осіб у віці 65 років та старших.
Цивільне працевлаштоване населення становило 5487 осіб. Основні галузі зайнятості: освіта, охорона здоров'я та соціальна допомога — 22,5 %, роздрібна торгівля — 17,8 %, мистецтво, розваги та відпочинок — 16,0 %.